# Östersund
Östersund er et byområde (købstad) i Jämtland, Sverige. Den er residensby i Jämtlands län samt hovedby i Östersunds kommune. Byen ligger ved Storsjön, og er Storsjöbygdens og Jämtlands eneste købstad. Östersund er det 24.-største byområde i Sverige, med 43.796 indbyggere (2006).
Östersund er den eneste købstad, der blev grundlagt i 1700-tallet i det nuværende Sverige. Købstaden blev etableret for at kontrollere handlen i Jämtland, hvor indbyggerne drev en omfattende og meget lønsom handel, hvilket irriterede kronen. Meningen var, ifølge loven, at lede handlen til byen, men befolkningen tog ikke godt imod det, hvilket førte til at Östersund længe var en lille by og faktisk mindre end Frösön, der i dag indgår i kommunen. I den sidste halvdel af 1800-tallet steg indbyggertallet indtil Östersund reelt blev en købstad, efter der kom en jernbane og
næringsfrihed.
Byen ligger i det mellemste Sverige, midt i Jämtlands län og midt i Östersunds kommune. I sin egenskab af Sveriges mest centralt beliggende by, har Östersund taget æren som Sveriges midtpunkt.
Stednavnet kommer fra det smalle sund, der adskiller øen Frösön fra fastlandet, Östersundet, oprindelig Östra sundet, hvilket i dag har en bredde på ned til 150 meter på de smalleste steder.
Byen markedsføres af kommunen og erhvervslivet som Vinterstaden
 (Vinterbyen). Vintersport har længe fundet sted ved byen, som har været vært for flere verdensmesterskaber i skiskydning, skiorienteringsløb og hurtigløb på skøjter, samt det svenske mesterskab i langrend og snescootercross. I Östersund ligger også Nationellt vintersportcentrum, og byen har flere gange forsøgt at blive værtsby for de olympiske vinterlege, men er aldrig blevet valgt. Forgængeren til vinter-OL, de nordiske lege, blev imidlertid flyttet til blandt andre Östersund, fordi der manglede sne i Stockholm i begyndelsen af 1900-tallet.

## Bybillede
Östersund blev grundlagt med nord-sydgående gader, og vest-østgående stræder (gränder). For en östersunder betegner "gränd" nu en gade, der går ned mod søen Storsjön. Fra den indre by kan man se ud over Storsjön, Frösön og de jämtlandske fjelde, muliggjort af topografien og byplanlægningen.
Regelbundetheden i Östersunds gadesystem og strædernes retning ned mod Storsjön, har været ophav til byens karakteristiske "vinduer mod verden". Östersunds første byplan blev udlagt, så det størst mulige areal kom til at være grønne områder. Således blev Östersund planlagt som en grøn by med grunde opdelt i hhv. bebyggelses- og køkkenhavegrunde. Der blev vekslet mellem de to former for grunde, således at der skiftevis var bebyggelse og køkkenhave, både inden for samme kvarter og i forhold til tilstødende kvarterer. De fleste af grundene er nu bebyggede, men de områder, der blev afsat til større grønne områder så som Kyrkparken, Österängsparken og Badhusparken udgør stadig byens grønne profil. Endnu i dag er der mange stakitter, som afgrænsede grundene, med træer og buske mellem husene. I Badhusparken fandtes tidligt et badehus, men det blev revet ned i 1881 på grund af jernbanen. I stedet opførtes et stort og stateligt udsmykket, uopvarmet badebus i to etager på pæle lidt ude i Storsjön. Det næste badehus blev også revet ned og i 1938 blev der opført et opvarmet badehus.
Da Östersund begyndte at vokse i slutningen af 1800-tallet, opførtes huse først og fremmest i træ, selv om sten også begyndte at blive almindelige i de centrale bydele. De huse, der blev opført på den tid, var præget af nygotik og nyrenæssance. På samme tid opførtes mange huse med tårne, for eksempel Hotell Grand ved Stortorget. I begyndelsen af 1900-tallet var det en ny tid og man gik hårdt til værks blandt andet i Prästgatan. Træhuse blev erstattet af stenhuse, da en bys velstand blev målt på antallet af stenhuse. Samtidig blev der anlagt militærkasserner i tilslutning til den ældre bebyggelse. Også jugendstilen slog igennem og kompletterede den nationalromantiske arkitektur.
I 1930'erne kom funktionalismen til Östersund og især i vækstområderne uden for selve byen. 1940'erne prægedes af bilismen, og byplanlægningen blev foretaget på bilismens præmisser. Senere dukkede der sanitære problemstillinger op, hvorved et rensningsanlæg blev etableret og spildevandet ikke længere ledt direkte ud i Storsjön. 1960'erne og 1970'erne prægedes først og fremmest af millionprogrammet (opførelse af en million boliger i Sverige), samtidig med at ældre bygninger så som Hotell Grand blev revet ned (for at give plads til det nuværende Storsjöteatern) sammen med Cellfängelset (i begyndelsen af Prästgatan), Västra station (ved Badhusparken) og Flickskolan (hvor det nutidige länsbibliotek ligger). I lokalaviserne kaldte man det hele for "rivningsvansinne" (nedrivningsvanvind) og "saneringsvälten" (saneringstromlen). Man ville også nedrive Gamla Teatern for at gøre Rådhusgatan bredere, men bygningen endte med at blive bevaret.
Stortorget i det centrale Östersund er et af seks lukkede torve, der blev anlagt i Sverige. De andre findes i Uppsala, Karlstad, Vimmerby, Piteå og Haparanda. Torvet blev skabt ved indskæringer i fire kvarterer, for bevidst at lave et friluftsrum med åbninger fra begge sider. Stilen kan henføres til renæssancens byopførelseslære. Torvet har imidlertid mistet sin oprindelige form, da det er blevet "åbnet". Torvet har længe fungeret som byens primære markedsplads og centrum. Det er også her, det tusindeårige Gregoriemarknaden afholdes hvert år i marts. Også byfestivalen Storsjöyran har Stortorget som sit midtpunkt.
Bebyggelsen langs Storgatan er et bymiljø fra 1880'erne og er et af de mest velbevarede i Sverige. Træfacaderne er detaljerige og husene relativt lave, korte og smalle. Parallelt med Storgatan løber Prästgatan, Östersunds handelsgade. Husene mellem begge gader er ofte bygget sammen, og gaderne udgør små rum, hvor friske vinde har forholdsvis svært ved at nå ind. Disse rum stimulerer også det sociale liv i gaderne.
I byen findes en række kunstværker, som for eksempel skulpturen Far och son af Olof Ahlberg fra 1921, Kören på Stortorget og Tärningen uden for länsbiblioteket.

### Bydele og beboelsesområder
Inden Östersund blev grundlagt, var bosætningen i området sparsom. I Odensala og Torvalla var der allerede bosættelser, men disse to blev langt senere en del af Östersund, og er i dag to store bydele. Desuden er der bydelene Odenskog, Lillänge, Karlslund, Lugnvik, Erikslund, Körfältet, Odenslund, Söder og Odensvik samt den nye Norr. På Frösön, som i dag indgår i byområdet, er de tre bydele Hornsberg, Mjälle samt Valla. Til Östersunds byområde hører også Byskogen, der ligger i Krokoms kommune. De centrale dele af Östersund indgår i bydelen Staden, som er blevet et synonym for Östersund, for folk der bor i oplandet.

### Landemærker
Det landemærke eller bygning, som især forbindes med Östersund, er det 51 meter høje rådhus. Det fæstningslignende rådhus har 136 værelser og er bygningsmæssigt den mest fremtrædende repræsentant for den nationalromantiske arkitektur i Östersund. Klokketårnet er typisk for Jämtland. Den lokale skulptør Olof Ahlberg lavede skulpturdetaljerne, og ornamenteringen er udført i jämtlandsk kalksten. Arkitekt Frans Bertil Wallbergs rådhus blev af samtidige kollegaer kaldt det bedste af moderne svensk arkitektur. Rådhuset kom til at manifestere Östersund som by. Bygningens hoveddel fremhæves af klokketårnet og trappepartiet. Östersunds rådhus havde oprindelig to fløje mod øst, men den sydligst blev revet ned i 1970'erne, da bygningen blev forbundet med en administrationsbygning
Et nyere landemærke er Arctura, der fik sit navn fra Jämtlands landskabsstjerne Arcturus. Arctura er en 65 meter høj varmtvandstank ejet energiselskabet Jämtkraft. Af lokalbefolkningen kaldes bygningen for termokanden, på grund af dens udseende. Bygningen er beklædt med 7.600 små lamper, der afgiver forskellig belysning på forskellige tidspunkter af døgnet; eksempelvis er der et belysningsprogram, der får Arctura til at ligne polarlys.
Den store kirke, også kaldet den nye kirke, er en monumental bygning i Östersunds bybillede. Kirken er en basilika opført i mursten med et enormt vesttårn mod Storsjön og Oviksfjällen, og har meget synlige sideskibe. Koret er tresidet og selve hovedportalen er udført i lys granit af Olof Ahlberg, og forestiller Jämlands kristening.

## Historie

### Ældre historie
Siden 1500-tallet, hvor Sverige blev et selvstændigt land, har magthaverne forsøgt at forøge tilflytningen til Jämtland. Først politisk, uden resultat, og derefter økonomisk. De byer, der blev anlagt ved Norrlandskysten ønskede at kontrollere den i Jämtland udbredte organiserede transport af varer til markeder og landhandler.
I 1585 blev Härnösand anlagt, dernæst fulgte Sundsvall i 1621, hvilket medførte at bønderne blev skyldige i at drive handel i byerne. Efter erobringen af Jämtland og Härjedalen i 1645, gjorde de hver især krav på at få kontrollen over handlen i begge landskaper. De små byer havde imidlertid ikke megen succes med det, da forbindelsen mellem Trøndelag og Jämtland havde alt for stærke rødder ude i landsbyerne, desuden var der stor modstand mod statens forsøg på at indføre en central styring af handlen.
Efter Sverige i 1645 overtog kontrollen med landskapet fra Danmark-Norge, var der planer om at anlægge en svensk købstad eller köping i Jämtland. Men det var en turbulent tid og Jämtlands statslige tilhørsforhold var usikkert, hvorfor planerne blev opgivet. I 1758 fik planerne om en købstad i Jämtland nyt liv. Initiativet kom fra en privatperson, men myndighederne så ikke behovet for det. Forslaget medførte dog, at debatten om hvorvidt Jämtland skulle have en købstad eller ej, tog fart. Fra købstæderne i Norrland rejstes der krav om anlæggelsen af en købstad i Jämtland, for at forhindre de jämtlandske varetransporterede bønders lukrative grænsehandel ind over de skandinaviske bjerge (Kölen). De jämtlandske bønder negligerede ofte jordbruget for i stedet at give sig ud på langvarige handelsrejser samt foretage landsbyhandel. Med en købstad ville det kunne standses og byen skulle også kunne sikre varetilførslen ud til kysten, der gennem længere tid havde været ved at gå i stå. Fra militærstrategisk perspektiv var også etableringen af en befæstet by i Jämtland gunstigt, fordi Sverige ikke længere var en stormagt.

### Byen grundlægges
Östersund blev grundlagt den 23. oktober 1786 af kong Gustav III efter Odensalabøndernes udmarker ved Östersundet blev anskaffet til formålet. Der havde været flere forskellige forslag til byens placering, blandt andre Huså, som den gang var Jämtlands største by, samt Ede uden for Brunflo, Krokom og Sunne. Også Frösön havde var i forslag, men valget faldt til sidst på markerne ved Östersundet, der blev anset for at være mest fordelagtige.
Det eneste som fandtes i området på det tidspunkt, var hovedvejen og broen til Frösön, Jämtlands daværende hovedby. Handlen i Jämtland fra Norrlandskysten kunne ikke standses, alle handelshindringer, så som grænsekontroller, straffe, handelsforbud og told havde ikke givet det ønskede resultat, da beboerne var for snu til at betale told for varer indkøbt i Norge. I det øvrige Norden fandt samme udvikling sted. I det nuværende Finland, blev Tammerfors, Kuopio og Kaskö grundlagt. Östersund er dog den eneste købstad i det nuværende Sverige, som blev grundlagt i 1700-tallet. Også Danmark-Norge havde en lignende udvikling, og samme år som grundlæggelsen af Östersund, blev Reykjavik grundlagt på Island. Östersund fik tyve års skattefrihed, og blev ikke underlagt handelsreglementet og lavordninger.
Som for alle andre byer, der blev grundlagt efter beslutning i hovedstaden, gik udviklingen meget langsomt. Staten forsøgte at få handelsmændene fra Frösön til at flytte til fastlandet. Det havde man ikke lyst til, Frösön havde udgjort Jämtlands hjerte i over 600 år og var et rigt sogn. Jorden på Frösön var også frugtbar og langt bedre egnet til jordbrug end den sumpede jord på den anden side af Östersundet. I de første 50 år øgedes Östersunds befolkning med i gennemsnit otte personer om året. Byen blev residensby i forbindelse med oprettelsen af Jämtlands län i 1810 og den tilhørende länsstyrelse. Östersund forblev dog en landsby med knap 400 indbyggere (1820). I 1840'erne gik det noget bedre. Jemtlands Tidning blev grundlagt, den første kirke indviet, landshövdingen fik en stor residens, Frösö trivialskola blev flyttet til byen og et hospital åbnede. Da skovbruget øgedes i 1850'erne og 1860'erne, blev byen noget større.

### Folkebevægelsestidens godtemplarby
Først med jernbanens ankomst i 1879, begyndte byen at vokse hurtigt og blev større end Frösön. Takket være
"bondehøvdingen" Nils Larson i Tullus blev jernbanen ført gennem byen i stedet for uden for, som planlagt. Mellanriksbanan var færdig i 1882 og forbandt Östersund tættere med Trondheim og Sundsvall. Östersund voksede derefter hurtigere end nogen anden købstad i Sverige. På kun ti år havde den overhalet tyve svenske byer i befolkningstal. De nye borgere kom først og fremmest fra Jämtlands landsbyer, men der var også nybyggere fra det øvrige Sverige. Med nybyggerne kom der nye påvirkninger til Jämtland og man gik kraftigt ind i folkebevægelsestiden. I forhold til det øvrige Sverige, var bevægelsen i byen usædvanligt dynamisk. I Jämtland og Härjedalen var det den frisindede Godtemplarbevægelse (International Organisation of Good Templars) (en del af afholdsbevægelsen) der kom til at dominere totalt. Den fulgte efter forsamlingsbevægelsen, som udfordrede borgerne gennem anlæggelse af et missionshus og baptistkirke.
Den tredje store folkebevægelse, arbejderbevægelsen, var meget hæmmet af den frisindede afholdsbevægelse, men blev også et vigtigt indslag i byens udvikling. Allerede i 1890 holdt man en 1. maj-demonstration. Den første afholdsloge blev oprettet i 1882 og et halvt år senere var der otte. Jämtland udmærkede sig som "et taknemmeligt sted for ordnenes arbejde." Et år senere, i 1883, deltog 700 af byens 3.000 indbyggere i bevægelsen. Bevægelsen arrangerede egne bryllupper, julemarkeder, forlystelsesetablissementer og caféer, og der blev blandt andre grundlagt banker, en sygekasse og et bibliotek. Bevægelsens vigtigste symbol var Östersunds-Goodtemplars-Ordenshus, der blev opført i 1885. Da godtemplarbevægelsens frontfigur Joseph Malins besøgte Jämtland og Östersund, udråbte han ordenshuset til det allerstørste i hele verden. Da byen fejrede sin hundredeårsdag i 1886, spåede Johan Lindström Saxon at den ville blive Sverige-Norges hovedstad. Jämtland med Östersund som navle blev afholdsbevægelsens, i forhold til befolkningen, stærkeste fodfæste i verden. Gennem afholdsbevægelsen udvikledes andre foreninger til fremme af almennytte formål, så som fredsbevægelsen, stemmeretsforeninger, vegetarismeselskaber og ungdomsbevægelsen, der kom fra Norge.
På samme tid udviklede Östersund sig til Jämtlands handelscenter med det ældgamle Gregoriemarknaden som højdepunkt. Fra og med 1870'erne blev den daglige handel næsten syvdoblet frem til 1910. Markedet blev forbudt i 1914 af den statslige myndighed Kommerskollegium.
Östersund levede i symbiose med de nærtliggende landsbyer, såvel økonomisk som kulturelt, og den for Jämtland og Östersund meget unikke hjemstavnsbevægelse i landet, etableredes i begyndelsen af 1910-tallet. I 1908 dannedes foreningen Jämtslöjd og siden fortidsmindeforeningen, og i 1912 begyndte man at planlægge et friluftsmuseum – Jamtli. Senere, i mellemkrigstiden, fik museet følgeskab af et länsmuseum og landsarkiv. Et vigtigt indslag i kulturen blev Jämtlands bibliotek, der i 1912 blev flyttet fra Frösön til købstaden.
Tiden før første verdenskrig, var meget vigtig for Östersund, da grundlaget for hvad der siden skulle præge byen, blev til. Der var skabt et rigt foreningsliv, som gav stor entusiasme ikke kun i Östersund, men i hele Jämtland. "Om det havde været at flytte [fjeldet] Åreskutan sten for sten, havde vi troet at det var muligt," berettede en gammel godtemplar. Omfattende nybyggeri blev nødvendigt, da befolkningstallet øgedes. I den forbindelse blev Östersunds rådhus opført i 1912.
Blandt godtemplarne blev hjemstavsforskning populært og bevægelsen blev sammenflettet med hjemstavsbevægelsen. Godtemplarbevægelsen så industrialiseringen som en alvorlig trussel mod hjemstavnen og det gamle by- og bondesamfund. Da flertallet af Östersunds befolkning havde sine rødder i landsbyerne, fandtes der ingen spændinger mellem by og land i Jämtland. Bevægelsernes fælles arbejde gjorde, at byen og dens borgelige styre var meget afvisende over for industri. I stedet ville man fremstille Östersund som et centrum för friluftsaktiviteter, kultur, uddannelse og turisme. Man ønskede ikke at industri skulle ødelægge det fine miljø, den rene luft, naturen og de kulturhistoriske traditioner.

### Militærbyen
Östersunds periode som garnisonsby blev indledt med grundlæggelsen i 1893 af Norrlands artilleriregiment (A4). I samme forbindelse blev Jämtlands feltjægerkorps omdannet til Jämtlands feltjægerregiment, som led i den udbredte rædsel for angreb fra Rusland, hvor Jämtland-Trøndelag og Norrbotten forsvarsmæssigt blev de højest prioriterede regioner. Opløsningen af unionen med Norge, bidrog til at markere Östersund som en militærby. I 1910 blev Fältjägarregementet I 5 forlagt til byen og i 1926 kom en flyflotille (F 4) til Frösön.

### Krig og kriser
Alt var ikke positivt i byen. Arbejdsmarkedskonflikten og storstrejken i 1909 var kulminationen på de øgede modsætninger mellem arbejdsgivere og arbejdstagere. Der fandt ingen større sammenstød sted, men strejken var derimod et stort nederlag for arbejderbevægelsen.
I 1917 var første verdenskrig i gang på kontinentet og i forbindelse med februarrevolutionen, der indledte den russiske revolution, påvirkedes stemningen også i Östersund. Rationering førte til mangel på levnedsmidler og man frygtede en revolution. Primært soldater holdt sultdemonstrationer i byen. Den 1. maj samme år samledes 4.000 demonstranter foran rådhuset og krævede blandt andet nedsatte priser på mælk og brænde.
Året efter bredte den spanske syge sig som en løbeild gennem hele landet. Bylægen i Östersund meddelte at "Östersund turde uden modsigelse have mere end nogen anden svensk by været hjemsøgt af sygdommen," hvilket gjorde at byen blev kaldt den "spanske syges hovedstad." Bygningen Gamla Skolan (som nu er Östersunds turistbureau) blev et provisorisk sygehus. Myndighederne forbød offentlige sammenkomster, samtidig med at teatersaloner og biografer holdt lukket.
På trods af depressionen og flere kriser, der medførte høj arbejdsløshed, fortsatte Östersund med at vokse i mellemkrigstiden. Municipalsamhället Odenslund blev en del af købstaden i 1918. Erhvervslivet påvirkedes ikke nævneværdigt og Östersund var fortsat en af Sveriges mindst industrialiserede byer. Byen indrettede sig stadig på groshandel og blev et centrum herfor i det nordlige og øvre dele af det mellemste Sverige. Byens transportmuligheder blev forstærket, da Inlandsbanan blev ført gennem Jämtland. Den første del af Inlandsbanan, Strömsund-Östersund, var færdig i 1912 og strækningen Brunflo-Sveg var færdig ti år senere.
I mellemkrigstiden kom biler og busser også for alvor til byen. Den første regulære busrute blev etableret i 1920'erne mellem Östersund og Brunflo. Frem til midten af 1930'erne var der over fyrre aktive busruter i Östersund. Busserne var en krydsning mellem bus og lastbil, og transporterede både mennesker og mælkeflasker. Mejeriet lå vest for torvet, hvor Kärnans varehus i dag ligger. Bustorvet, Gustav III:s torg, blev en central plads i byen.
Kulturlivet forandredes, Östersunds Rundradiostation påbegyndte sine udsendelser i 1927 og biograferne blev en del af forlystelseslivet. Også idrætten fik sine første stor anlæg. I 1917 blev Hofvallen indviet og i 1930'erne byggedes et badehus, en travbane og tennishallen.
Godtemplarbevægelsen vandt overlegent i Östersund og Jämtlands län ved folkeafstemningen om alkoholforbud i 1922. I länet stemte 72,2 procent for et forbud (63,5 procent af mændene og 83,2 procent af kvinderne). Der blev imidlertid ikke et forbud, da Sverige som helhed stemte imod. På trods af den lokale støtte, begyndte Godtemplarbevægelsen at blive mindre omfattende. I 1947 blev skiltet, der sagde "Godtemplarhuset" erstattet af et der sagde "Teater", på den bygning som i dag er Gamla Teatern.
Almen og lige stemmeret blev indført i 1921. I forbindelse med stemmeretsreformen i 1919, fik Socialdemokraterna ti mandater i Östersunds købstad, hvilket var lige så mange, som De Frisinnade og fire mindre end Högerpartiet. Dermed fik Socialdemokraterne ikke flertal, selv om de var i regering på landsplan i hele 1920'erne. Östersunds Frisinnade fortsatte med at have formandsposten i bystyret (drätselkammaren), hvilket man havde haft siden 1918 gennem jernhandler Olof August Persson.

### Nyere tid
Östersund fortsatte med at vokse efter anden verdenskrig. Lugnvik blev en del af byen i 1954, og Östersund blev som Jämtland i øvrigt påvirket af Rehn-Meidner-modellen (en plan for den økonomiske politik, udarbejdet i slutningen af 1940'erne), men med modsat effekt. Den keynesianske politik blev søsat for at gøre arbejdskraften i Sverige mere bevægelig. Det øvrige Jämtland blev hårdt ramt, da folk flyttede fra landsbyerne til byerne, fra indland til kyst og fra nord til syd. I sin egenskab af byområde, satte millionprogrammet gang i væksten i byen, og bydele som Körfältet kom til.
Det negative syn på industri ændredes da Socialdemokraterna kom til magten i bystyret for første gang i 1952 og med støtte fra den statslige lokaliseringspolitik, kom der industrier til Östersund. Industriområder blev etableret i Lugnvik og Odenskog.
Som nævnt var udviklingen ikke lige så positiv i det øvrige Jämtland, og som en modaktion til den førte politik blev Republiken Jamtland og "frihedsfesten" Storsjöyran grundlagt i 1963.
Östersund fortsatte væksten og i 1970 blev Frösö köping lagt sammen med købstaden, der året efter lagde navn til storkommunen, som dannedes efter kommunalreformen 1971-1974. I lighed med det øvrige Sverige, begyndte den offentlige sektor derefter at vokse kraftigt. I Sverige som helhed udgjorde den offentlige sektor i 1960 31 procent af bruttonationalproduktet. Frem til midten af 1980'erne var tallet mere end fordoblet til 65 procent. Forøgelsen af nye stillinger i Östersund fandt på det tidspunkt sted i den offentlige sektor; i landstinget, staten og den nye kommune. Hovedårsagen til den hurtige vækst i den offentlige sektor var de øgede overførselsindkomster til husstandene, som fandt sted tillige med øgede renteudgifter og offentligt forbrug, som blev betalt med skatteforhøjelser.
Hele 1970'erne var en ekspansiv periode. Foruden de nye industriområder blev Frösöbron en realitet, det samme gjaldt politistationen, sportshallen, Z-kupolen (der nedbrændte i foråret 1989), Storsjöteatern, Folkets hus, bydelskirker som eksempelvis Marielundskyrkan, varehuse med mere. Länsstyrelsen og sygehuset blev udvidet, og store beboelsesområder skød op i de tidligere nævnte bydele Körfältet og Lugnvik, og også Odensala. Allerede i 1940'erne forsøgte byen at få en humanistisk videregående uddannelsesinstitution flyttet til Frösön. Modsætninger mellem byerne i Norrland var store og i 1962 vandt Umeå striden. Östersund fik dog en socialhøjskole i 1971.
Efter Sovjetunionens fald i 1991, anså man den militære trussel mod Sverige for mindsket, Behovet for forsvarets tilstedeværelse i Jämtland blev debatteret i hele 1990'erne. I 1996 fik forsvarsminister Thage G. Peterson for eksempel overdraget 31.600 underskrifter imod en nedlæggelse af regimenterne. Regimenterne blev imidlertid ikke reddet, men beslutningen udskudt. I 2004 fulgte den endelige nedlæggelsesbeslutning, og da forsvarsminister Leni Björklund meddelte regeringens beslutning blev hun buhet ud af misfornøjede jämtlændinge foran rådhuset i Östersund. Byen fik omstillingsmidler og tilflyttede statslige myndigheder har givet øget vækst og en voksende privat sektor. De ældre militærområder er blevet åbnet og to nye bydele er kommet til. Den 1. januar 2005 blev Mitthögskolan omdannet til Mittuniversitetet.

## Klima
Vinterklimaet er mildere end hvad der ellers er normalt på breddegraden, først og fremmest på grund af vestenvinden fra Atlanterhavet gennem Storlienpasset. Klimaet er i nogen grad af maritim karakter, hvilket gør somrene relativt kølige, på trods af at byen ikke ligger ved kysten. Nordvästan eller kallvästan er lokale betegnelser for de kolde vinde, der kan blæse ind over byen fra nordvest, det vil sige Arktis.
Da Jämtlandsfjeldene tager imod størstedelen af al nedbør der kommer fra havet, har Östersund og Storsjö-området et mindre regnunderskud. I sommeren 2007 blev Östersund Sveriges solrigeste by med 654 timers sol.

## Transport
Lufthavnen Åre Östersund Airport ligger på Frösön, 11 kilometer fra centrum. Det er en af de få svenske lufthavne, som har en betydelig mængde ankommende udenlandske turistcharterfly, og der er desuden en større vækst på området.
Gennem og forbi byen løber europavejene E14 og E45, hvis strækning i Sverige kaldes Inlandsvägen, samt riksväg 87.
Den grænseoverskidende jernbanetrafik på Mittbanan mellem Sundsvall og Trondheim kaldes Mittnabotåget. Desuden er der turisttrafik på Inlandsbanan samt fjerntog (og nattog) til Stockholm, Göteborg og Malmö.
I byen driver Stadsbussarna i Östersund bybustrafik på ni ruter.

## Handel og erhvervsliv
Som det øvrige Jämtland domineres Östersund af små virksomheder. Byen er hele länets handelsmæssige centrum og har over 300 forretninger. Detailhandelen i byen omsætter for 30 procent mere, end hvad befolkningsunderlaget "burde" give. Handelen i centrum sker først og fremmest i gågaden Prästgatan hvor store varehuse som Mittpunkten (tidligere Domus), Åhléns (oprindelig Tempo) og Kärnan ligger. I bymidten findes også store tøjbutikker så som H&M, Kappahl og Lindex, cirka 50 restauranter, skoforretninger, sportsbutikker så som Stadium og Intersport, supermarkeder med mere. Også i Storgatan, der løber parallelt med Prästgatan, ligger der forretninger, restauranter og caféer, men den er ikke gågade. Östersund er den by i Sverige med flest meter udstillingsvindue pr. indbygger. Den største erhvervsmand i byen i 1900-tallet var hestehandleren og siden bilforhandleren Sven O. Persson, grundlægger af Persson Invest, Byggelit og Bilbolaget. Nu er den bedst kendte person i erhvervslivet finansmanden Maths O. Sundqvist, der ejer mange ejendomme i byen, blandt andet hele bydelen Stadsdel Norr gennem selskabet Fabös, sammen med Peab.
I Östersund ligger et af Mittuniversitetets tre campusser, som udgør rekrutteringsgrundlag for nogle af de virksomheder, der har aktiviteter i byen. Universitet arbejder med forretningsudvikling, elektronikproduktion samt softwareudvikling. Som mange andre residensbyer, hører offentlige arbejdsgivere som kommunen og landstinget til blandt de største arbejdsgivere.
Ud over handel og offentlig service, er der komponentproducenter til værkstedsindustrien med multinationale kunder. To Östersundvirksomheder er markedsdominerende inden for snemaskiner. De traditionelle erhverv er i de senere år blevet kompletteret med it og telekommunikation. Flere store virksomheder og koncerner er også repræsenteret i Östersund, som for eksempel Solectron, Cybercom, Svenska Dagbladets kundeservice, Volex, Husqvarna, Swedbanks telefonbank og Telia. Andre produktionsvirksomheder er Jonsson&Paulsson, Byggelit, Areco og Lenko. Nogle større virksomheder, som har deres hovedkontor i byen, er Inlandsbanan AB og mejerivirksomheden Milko.
Af alle virksomheder i Östersunds kommune (hvoraf et stort flertal ligger i selve Östersund by) er 52 procent "meget positivt indstillede over for globalisering" hvilket placerer Östersund på en ottendeplads i hele Sverige.

## Offentlig forvaltning og politik
Helt siden byens grundlæggelse, har den haft fokus på offentlig forvaltning. Et fokus der blev styrket, da Jämtland og Härjedalen blev et selvstændigt län i 1810, hvor Östersund blev residensby og således også sæde for Länsstyrelsen i Jämtlands län. Også landshövdingens residens er i byen. Jämtlands läns landsting har nu også sit sæde i Östersund, da Frösön hvor landstinget af gammel tradition lå, i 1970'erne blev en del af byområdet.
Flere statslige myndigheder er i de senere år blevet placeret i Östersund. Glesbygdsverket og ITPS havde allerede deres hovedkontorer i Östersund. Nu er også Folkhälsoinstitutet og SIKA beliggende i Östersund. Arbetslivsinstitutet og Nutek har også kontor i Östersund.
I Östersund udfører Sametinget en del af sit arbejde, da de har et kontor i Samernas hus sammen med Samiskt Informationscentrum, der er en del af Sametingets ansvarsområde. Östersund, som på sydsamisk har navnet Luvlieluspie, er også foreslået som en (blandt flere) byer, hvor der kan opføres en ny Sametingsbygning. Ifølge et lovforslag fra regeringen, skal et af to samiske sprogcentre også oprettes i Östersund.
Östersund er hovedby i Östersunds kommune, hvis 67 kommunalbestyrelsesmedlemmer vælges for fireårige perioder.

## Uddannelse
Mittuniversitetet har sit største campus i Östersund (efter antal studerende), med sine over 7.000 studerende, hvor de dominerende studieretninger er sundhed, samfund og socialt arbejde, men hvor der også er it- og naturvidenskabelige uddannelser. Den samfundsvidenskabelige forskning (erhvervsøkonomi, psykologi, sociologi og statsvidenskab) har sit tyngdepunkt i Östersund, det samme gælder forskningen i socialt arbejde, mens forskningen inden for sundhedsvidenskab er delt mellem Östersund og Sundsvall. Mittuniversitetet fik universitetsstatus i 2005. Den direkte forgænger var Mitthögskolan, som var resultatet af en sammenlægning i 1993 af Högskolan i Östersund og Högskolan i Sundsvall/Härnösand.
Östersund har to store gymnasier, Palmcrantzskolan og Wargentinsskolan, samt et antal mindre så som Primrose, John Bauergymnasiet, VTC-gymnasiet og Östersunds gymnasium.

## Kultur og underholdning
Östersund er en af de svenske byer med flest caféer pr. indbygger. Caféerne har en lang tradition i byen og var tidligt vigtige samlingssteder for erhvervs-, forenings- og selskabslivet. Derved blev det naturligt for dem, der gæstede byen, fx militærpersoner og landsbyboere, sammen med byboerne, at omgå hinanden på en café. Byen har også flere værtshuse.

### Kulturinstitutioner
I Östersund er der flere museer, hvor länsmuseet Jamtli er det mest kendte. På museet er der blandt andet en kunstsamling med over 2000 værker og et historieland. Museet arrangerer aktiviteter så som Jamtlinatt, Midsommar, Julmarknad og Jamtli Vinterland, og er et af Östersunds mest populære turistattraktioner. Jamtli huser også de fem Överhogdalgobeliner fra vikingetiden. Gobelinerne har motiver fra såvel den nordiske som den kristne forestillingsverden, og er Europas ældste komplette gobelin. Storsjöodjuret har sin egen udstilling på museet.
Ud over Jamtli er der også Jämtlands flyg- och lottamuseum. Andre seværdigheder er S/S Thomée og S/S Östersund, to dampskibe der trafikerede Storsjön i over hundrede år.
I 1999 åbnede Gaaltije (Sydsamiskt kulturcentrum på svensk). Gaaltije driver en række projekter med det formål at synliggøre sydsamisk kultur og udvikle det sydsamiske erhvervsliv. Kulturcentret holder også informationstræf og arrangerer udstillinger om sydsamisk litteratur, kunst, kunsthåndværk og historie.
Jämtlands läns bibliotek (JLB) ligger i byen og er Sveriges ældste länsbibliotek, grundlagt i 1816 da lægen Carl Zetterström i sit testamente skænkede sin private bogsamling til et bibliotek for Jämtland. Bogsamlingen var meget stor, cirka 12.000 bind, og i takt med at biblioteket voksede, blev det flyttet fra Frösön til Östersund.
I Östersund, på Frösön, ligger en af Sveriges største zoologiske haver, Frösö zoo, der også er verdens nordligste zoologiske have med eksotiske dyr. Blandt de mange art er eksempelvis dværgsilkeabe, løve, polarulv og sibirisk tiger (amurtiger).
Storsjöteatern ligger ved Stortorget. Det har to scener og arrangerer årligt flere koncerter og udstillinger. Desuden holdes forelæsninger, seminarer, messer og konferencer.

### Musikliv
I Östersunds holdes flere musikfestivaler, med Storsjöyran som den mest kendte.
Nogle kunstnere og grupper, der kommer fra Östersund er death metal-gruppen Aeon, musikeren Annika Norlin (med kunstnernavnene Hello Saferide og Säkert!), pop-/rockgruppen Lola Barbershop, indiepopgruppen Sibiria og grindcore-/punkrockgruppen Urug. Popgruppen Vapnet navngav i 2006 hver anden sang på sit debutalbum Jag vet hur man väntar efter gader i Östersund.

### Begivenheder
I Östersund holdes årligt Storsjöyran (eller blot Yran), som er Skandinaviens ældste og Sveriges største gadefestival. Centrum for festivalen er Badhusparken og Stortorget i det centrale Östersund. Festivalen begyndte i 1963 i forbindelse med udråbelsen af Republiken Jamtland, en "republik" som Östersund er hovedstad i. Festivalen tog sin nuværende form i 1983. Yran er en af Skandinaviens største musikfestivaler med sine cirka 55.000 betalende gæster og i alt 300.000 besøgende i løbet de ti dage, festivalen finder sted. Mens festivalen finder sted, iklædes byen i republikkens farver (blå, hvid og grøn).
Hvert år i slutningen af juni, finder messen Expo Norr sted.
Arnljotspillene finder sted hver sommer på Frösön. Det er en opera af Wilhelm Peterson-Berger om den jämtlandske viking Arnljot Gellines liv.
I tre dage i begyndelsen af marts, afholdes Gregoriemarknaden (Gregorimarsnen på jämtlandsk), som er Östersunds største marked.
På Jämtlands läns museum, Jamtli, afholdes den anden weekend i advent et årligt julemarked. På markedet sælger cirka 200 udstillere fra det omgivende område lokalt håndværk og mad til de omkring 20.000 besøgende. Desuden er der historiske aktiviteter for børn og voksne.
Der afholdes også Östersund Jazz Rhythm Fest og Östersunds Blues Festival.

## Lokale medier
Östersunds og Jämtlands ældste avis var Jämtlands Tidning, der blev grundlagt i 1845 og ophørte i 1957.
Det største dagsblad er Östersunds-Posten, hvis oplag opgøres til 30.000 eksemplarer og som frem til 2005 var ejet af Centertidningar. Nu ejer Mittmedia avisen. Östersunds-Posten største konkurrent er Länstidningen Östersund, som har et oplag på 15.100 eksemplarer, der nu er ejet af Mittmedia.
Den gratis måndsavis 100 procent Östersund har et oplag på 41.000 eksemplarer og har været udgivet siden 2005.
Lokale radiostationer i byen er Rix FM, One FM og Radio Jämtland.

## Sport
Siden 1996-1997 har erhvervslivet i byen sammen med kommunen markedsført Östersund som Vinterstaden (Vinterbyen) i et forsøg på at gøre vinterhalvåret i byen mere populært. Vintersport har lange traditioner i byen. Tidligt blev der afviklet kælkningskonkurrencer ned ad byens stræder, og noget mere seriøst blev det, da byen arrangerede de nationale skikonkurrencer i 1894 og byen har derefter indtaget placeringen som den førende svenske skisportsby.
Östersund er også en vintersportsby. I byen findes Nationellt vintersportcentrum, der er et samarbejde mellem idrætsforeningerne, Mittuniversitetet, Östersunds kommun og landstinget. Her foretages der forskning og udvikling inden for fysiolgiens område, samt test og træningsrådgivning for eliteidrætsudøvere. Sveriges Olympiska Kommitté anvender laboratoriet til test af sine talenter og topgrupper, desuden testes flere vinteridrætslandshold på stedet.
På Östersunds skidstadion er der i alt 89 km langrendsskispor samt en 7 km lang rulleskibane, når der ikke er sne. Skiklubben Östersunds Skidlöpareklubb har domineret de svenske skimesterskaber på herresiden siden 2000-tallets begyndelse. Byen har flere gange været arrangør af world cup-konkurrencer i langrend og skiskydning. I februar 2008 blev verdensmesterskaberne i skiskydning afholdt, hvilket blev en stor publikumssucces med over 110.000 tilskuere. Også i 1970 blev der afholdt verdensmesterskaber i skiskydning i byen. I 2004 blev der sammen med Åsarna i det sydlige Jämtland afholdt verdensmesterskaber i skiorienteringsløb.
Sammen med Åre var Östersund uden succes kandidatby til Vinter-OL i 1994, 1998 og 2002.
Basketholdet Jämtland Basket holder til i Östersund, det samme gælder Östersunds fotbollsklubb (ÖFK) og Östersunds Hockeyklubb (ÖHC), samt Frösöns Innebandy-hold (FII). Der er også mindre klubber så som Östersunds curlingklubb, der har et verdenshold i curling.
Den mest succesrige idrætsforening i Östersund er Östersund-Frösö Slalomklubb (ÖFS) med flere olympiske medaljer og world cup-vindere blandt sine medlemmer. På Frösön ligger Gustavsbergsbacken, en slalombakke hvorfra der er udsigt over hele byen.
Inden for kampsport er blandt andre jōdō, iaido, karate, judo, bujinkan, taekwondo, aikido, jeet kune do og shootfighting repræsenteret af en håndfuld klubber.
St Olavsloppet er et landevejsstafetløb mellem Östersund og Trondheim, der arrangeres hver sommer. Desuden arrangeres der også hver sommer Storsjöcupen, en international fodboldturnering for unge.
Östersunds Fallskärmsklubb, dannet i 1958, er den ældste faldskærmsklub i Sverige. Det første civile faldskærmsudspring blev gjort over Storsjöns is i februar 1956. Östersunds Fallskärmsklubb holder til på Optands flygfält.
På Östersunds travbana, indviet i 1936, holdes hvert år travløbet Jämtlands Stora Pris i samarbejde med V75.

### Fodnoter
1. ↑  Statistik fra Östersunds kommune (Webside ikke længere tilgængelig)
2. ↑  "Familjen Medelsvensson" (PDF). SCB. Hentet 2. marts 2008.
3. ↑  "Vinterstaden". Arkiveret fra originalen 3. juli 2008. Hentet 2. marts 2008.
4. ↑  "Vinter-OS genom tiderna". Riksidrottsmuseet. Arkiveret fra originalen 22. september 2008. Hentet 9. maj 2008.
5. ↑  Pentén, Gudrun (1986). "Så byggdes Östersund" i Jörgen Björklund: Östersunds historia III, side 368.
6. ↑  Pentén, Gudrun (1986). "Så byggdes Östersund" i Jörgen Björklund: Östersunds historia III, side 360.
7. ↑  Pentén, Gudrun (1986). "Så byggdes Östersund" i Jörgen Björklund: Östersunds historia III, side 371.
8. ↑  Pentén, Gudrun (1986). "Så byggdes Östersund" i Jörgen Björklund: Östersunds historia III, side 422.
9. ↑  Hvar 8 dag – illustreradt magasin 1921-1922, Bonniers tryckeri, Göteborg 1922, side 42
10. ↑  "Kommunfakta". Arkiveret fra originalen 26. august 2010. Hentet 3. februar 2009.
11. ↑  Pentén, Gudrun (1986). "Så byggdes Östersund" i Jörgen Björklund: Östersunds historia III, side 391.
12. ↑  Rumar, Historia kring Kölen, side 34.
13. ↑  "Jemtarnas stad". Svenska Familj-Journalen, Tjugonde bandet. Stockholm: Familj-Journalens Boktryckeri-Aktiebolag. 1881. s. 205.
14. ↑  Jacobsson, Hans (1992). "Östersunds tillkomst" i Sten Rentzhog: Jämten 1993. Östersund: Jämtlands läns museum, side 140-145.
15. ↑  Rumar, Historia kring Kölen, side 76.
16. ↑  Rumar, Historia kring Kölen, side 75.
17. ↑  Larsson, Håkan (2006). Frihetskämpen från Tullus. Östersund: Jengel förlag. s. 79.
18. ↑  Sundin, Bosse (1986). "Folkrörelser och kulturliv" i Jörgen Björklund: Östersunds historia III, side 126.
19. ↑  Sundin, Bosse (1986). "Folkrörelser och kulturliv" i Jörgen Björklund: Östersunds historia III, side 138.
20. ↑  Sundin, Bosse (1986). "En stad i fest" i Jörgen Björklund: Östersunds historia III, side 13.
21. ↑  Sundin, Bosse (1986). "Folkrörelser och kulturliv" i Jörgen Björklund: Östersunds historia III, side 137.
22. ↑  Sundin, Jämten 2000, side 117.
23. ↑  Björklund, Östersunds historia, side 97.
24. ↑  Sundin, Östersunds Historia III, side 158.
25. ↑  "Välkommen till Östersund" (PDF). Östersunds kommun. Arkiveret fra originalen (PDF) 25. februar 2009. Hentet 8. marts 2008.
26. ↑  Haldo Vedin. "Jämtlands klimat" (PDF). SMHI. Arkiveret fra originalen (PDF) 11. september 2008. Hentet 23. oktober 2007. Väder och Vatten 1/2007
27. ↑  Hur globala är Jämtlands kommuner? Arkiveret 28. september 2007 hos  Wayback Machine Svenskt Näringsliv
28. ↑  "Från erkännande till egenmakt – regeringens strategi för de nationella minoriteterna" (PDF). Regeringskansliet. Arkiveret fra originalen (PDF) 26. april 2021. Hentet 29. januar 2009.
29. 1 2  TS Upplaga dagspress 2006 (PDF)
30. ↑  "100 procent Östersund". Arkiveret fra originalen 30. marts 2009. Hentet 3. februar 2009.

### Trykte kilder
- Rentzhog, Sten (red.) (1999). Jämten 2000 Framtidstro. Östersund: Jämtlands Läns Museum.
- Björklund, Jörgen (1986). Östersunds historia III. Östersund: Jämtlands läns museum.
- Rumar, Lars (1998). Historia kring Kölen (Andra upplagan udgave). Östersund: Jämtlands läns museum/Jamtli.